# Lešukonskij rajon
Il Lešukonskij rajon (in lingua russa Лешуконский муниципальный район) è un distretto dell'Oblast' di Arcangelo, Russia con status di Municipal'nyj rajon. Ha una superficie di 28.100 km2 ed una popolazione di 9.620 abitanti nel 2006.